# Jonathan Dwight
Jonathan Dwight Jr. (New York, 8 dicembre 1858 – 22 febbraio 1929) è stato un ornitologo statunitense.

## Biografia
Dopo avere studiato alla Harvard University tra il 1876 e il 1880, ottenendo una laurea con lode, si iscrisse nel 1889 alla Columbia Medical School, dove conseguì una laurea in medicina (M.D.) nel 1893. Tra il 1894 e il 1904 fu assistente chirurgo alla divisione di laringologia della Vanderbilt Clinic, incarico che lasciò per dedicarsi alla sua passione giovanile, vale a dire l'ornitologia.
La sua formazione come chirurgo lo aiutò nella preparazione dei reperti degli animali che collezionava; inoltre tenne, a partire dal 1877, un registro particolareggiato di tutte le osservazioni ornitologiche e di tutti i reperti collezionati, dati che vennero usati per la sua opera The Sequence of Plumages and Molts of the Passerine Birds of New York. La sua opera successiva, Gulls of the World, trattò invece degli uccelli della famiglia dei Laridae, vale a dire i gabbiani.
Nel 1883 divenne membro dell'American Ornithologists' Union, contribuendo a far diventare l'ornitologia una vera professione; tra il 1903 e il 1920 divenne tesoriere dell'associazione, e in seguito per tre anni ne fece da vicepresidente; venne infine eletto presidente per il triennio 1923-1926.
Negli ultimi anni della sua vita si trasferì per lunghi periodi in Europa, stabilendosi nella Sihltal, nei pressi di Zurigo, dove condusse alcuni importanti studi sull'avifauna europea e sul fenomeno migratorio.
Sposò in prime nozze Georgina Gertrude Rundle (1901), che morì dopo due anni; nel 1914 si risposò con Ethel Gordan Wishart Adam.

## Attività ed onorificenze
- Pur essendosi dedicato all'ornitologia amatorialmente, diede un notevole contributo alle scienze naturali, collezionando più di 6.000 reperti di uccelli dell'America settentrionale, ora conservati all'American Museum of Natural History di New York.
- Fu presidente della Linnaean Society per 21 anni.
- Fu presidente della American Ornithologists' Union (AOU) dal 1923 al 1929.

## Opere
- The Horned Larks of North America, The Auk, Vol. VII, pp. 138–158 (1890)
- Plumages and Molts of the Passerine Birds of New York, Annals of the New York Academy of Sciences 13: 73-360 (1900)
- Gulls of the World, Bulletin of the American Museum of Natural History (1925)
- A Study of the Scooters of the World